# Origami
Pour les articles homonymes, voir Origami (homonymie).

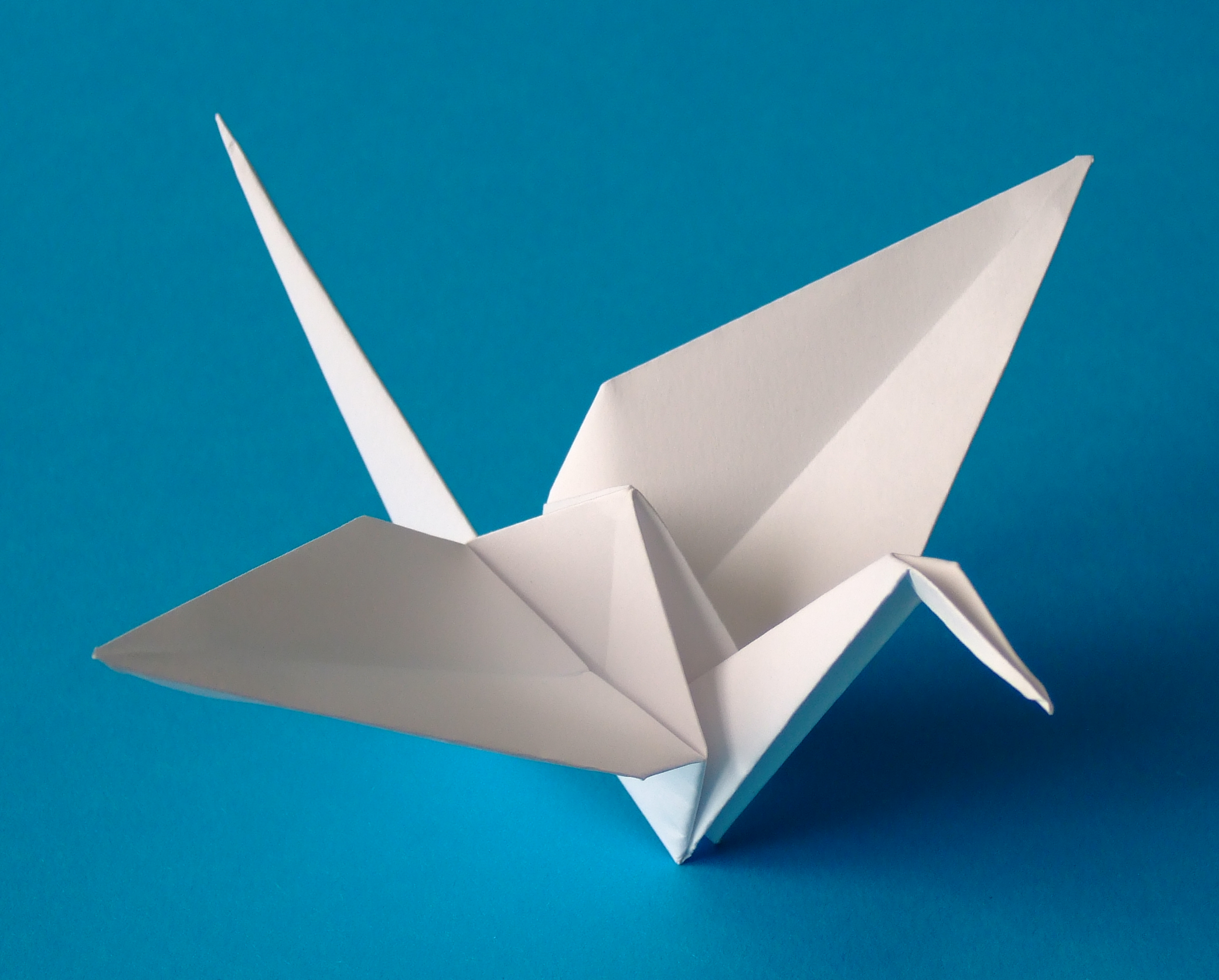
Une grue en papier, l'origami le plus célèbre de tous.

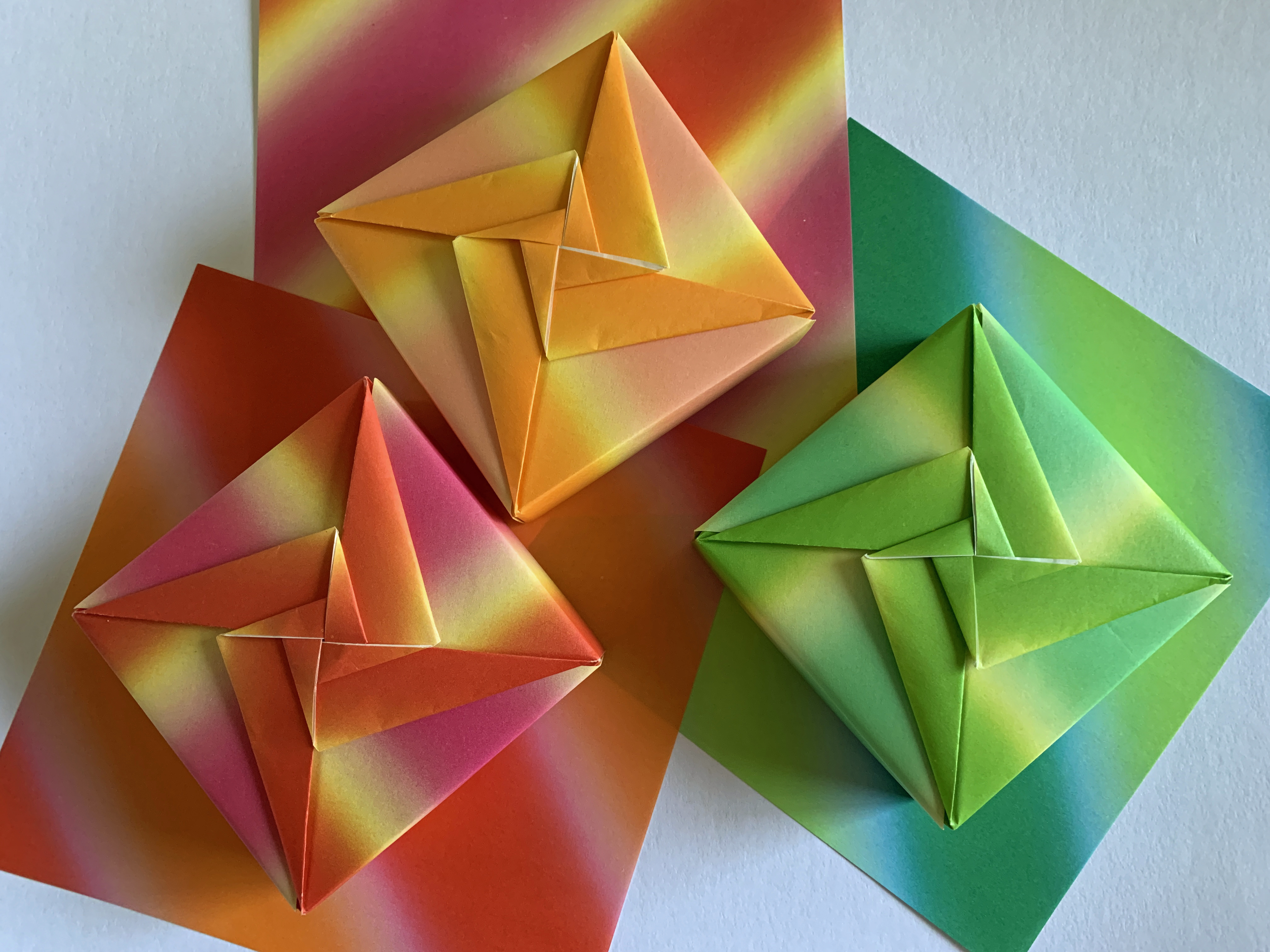
Boites d'origamis.

L'origami (折り紙, de oru, « plier », et kami, « papier », changé en gami à cause du rendaku) est l'art du pliage du papier. Le mot vient du japonais — qui l'aurait lui-même emprunté au chinois (折紙 / 折纸, pinyin zhézhǐ « plier du papier » —, la tradition japonaise de cet art ayant fortement influencé son histoire en Occident.

## Histoire

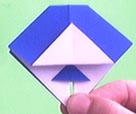
Singe grimpant

C'est un des plus anciens arts populaires, au VIe siècle, en Chine. Il y est appelé zhézhǐ (折紙/折纸), et daterait de la dynastie des Han de l'Ouest (−202 – 9) ; il aurait été apporté au Japon par des moines bouddhistes via Koguryŏ (pays recouvrant les actuelles Corées). Il fait partie des arts du papier (纸艺), qui comprennent également le jiǎnzhǐ (剪纸, « papier découpé »), qui regroupe les techniques de pliage de papier et de papier découpé, mais où le découpage prédomine sur le pliage. Il se serait rapidement développé vers 1200 au sein des rituels bouddhistes, où il aurait eu rapidement un grand succès. C'est ensuite dans l'art du bushi que se seraient développées la découpe et la création de fleurs en origami (紙花/纸花) utilisées comme marques d'amitié[réf. souhaitée].
Le mot origami vient du verbe japonais oru (折る, « plier » ; l'idéogramme vient du chinois zhé, 折, de même signification[réf. souhaitée]) et du substantif kami (紙, « papier », du chinois zhǐ, 紙/纸). Cette technique date probablement, au Japon, de l'ère Edo (1603–1867).
Dans la culture japonaise, on utilise, pour désigner la technique du papier découpé, le terme kirigami (剪り紙), du verbe kiru (剪る, « couper ») et de kami. Les différents arts du pliage y sont regroupés sous l'appellation chiyogami (千代紙, littéralement « papier de 1 000 ans »). Y a été ajouté plus récemment le pepakura (ペパクラ, de l'anglais papercraft, littéralement « artisanat du papier »), art des volumes fixes ou animés en papier, qui, contrairement à l'origami, peuvent être découpés et collés. L'origami japonais a certainement ses origines dans les cérémonies où le papier ainsi plié permettait de décorer les tables (le plus souvent les cruches de saké).
Le plus ancien usage religieux de l'origami connu à ce jour est le katashiro, représentation d'une divinité, utilisé pendant les cérémonies shinto du temple de Ise.
Les historiens ont récemment découvert le modèle perdu du tamatebako (boîte de Pandore), un objet tiré d’un conte folklorique japonais, l'Urashima Tarō, dans un livre publié en 1734, le Ranma-Zushiki. Cet ouvrage contient deux images identifiées en 1993 par Yasuo Koyanagi comme modèle du tamatebako. Masao Okamura, un historien de l'origami, a réussi à recréer le modèle, qui, contrairement à la théorie de l'origami traditionnel, implique découpage et collage.
Dès le début des années 1800, Friedrich Fröbel, qui conçut le modèle des premiers jardins d'enfants, considérait que l'assemblage, le tressage, le pliage et le découpage du papier étaient des aides pédagogiques au développement des enfants.
Vers 1890 est publié Le Livre des amusettes, où le terme « amusette de papier » désigne des origamis.
Joseph Albers, père de la théorie moderne des couleurs et de l'art minimaliste, a enseigné l'origami et le pliage du papier dans les années 1920 et 1930. Sa méthode consistait à utiliser des feuilles de papier rondes pliées selon des spirales ou des courbes ; elle influença les artistes modernes d'origami, comme Kunihiko Kasahara.
Le travail du Japonais Akira Yoshizawa, créateur prolifique de modèles d'origami et auteur de livres sur l'origami, a inspiré la renaissance contemporaine. L'origami moderne attire des amateurs du monde entier, avec des conceptions toujours plus complexes et de nouvelles techniques : le « pliage humide », ou wet folding (voir Techniques d'origami), qui permet au produit fini de mieux conserver sa forme, ou encore les constructions d'origami modulaire (ou kusudama), dans lesquelles plusieurs pièces sont assemblées pour former un tout décoratif.
En 1978, en France, apparaît le Mouvement français des plieurs de papier (MFPP), créé par Jean-Claude Correia. Parmi les artistes français, Didier Boursin poursuit son travail éducatif, mélangeant la poésie de l'origami et l'apprentissage des mathématiques, par exemple. À noter, ses travaux sur les avions en papier (voir Aerogami) et les pliages de serviettes.
L'origami peut prendre des proportions démesurées : le 7 décembre 2010, une girafe de 4,38 m de haut fut créée au centre national d'Amsterdam par un groupe de 30 étudiants.

## La grue en origami

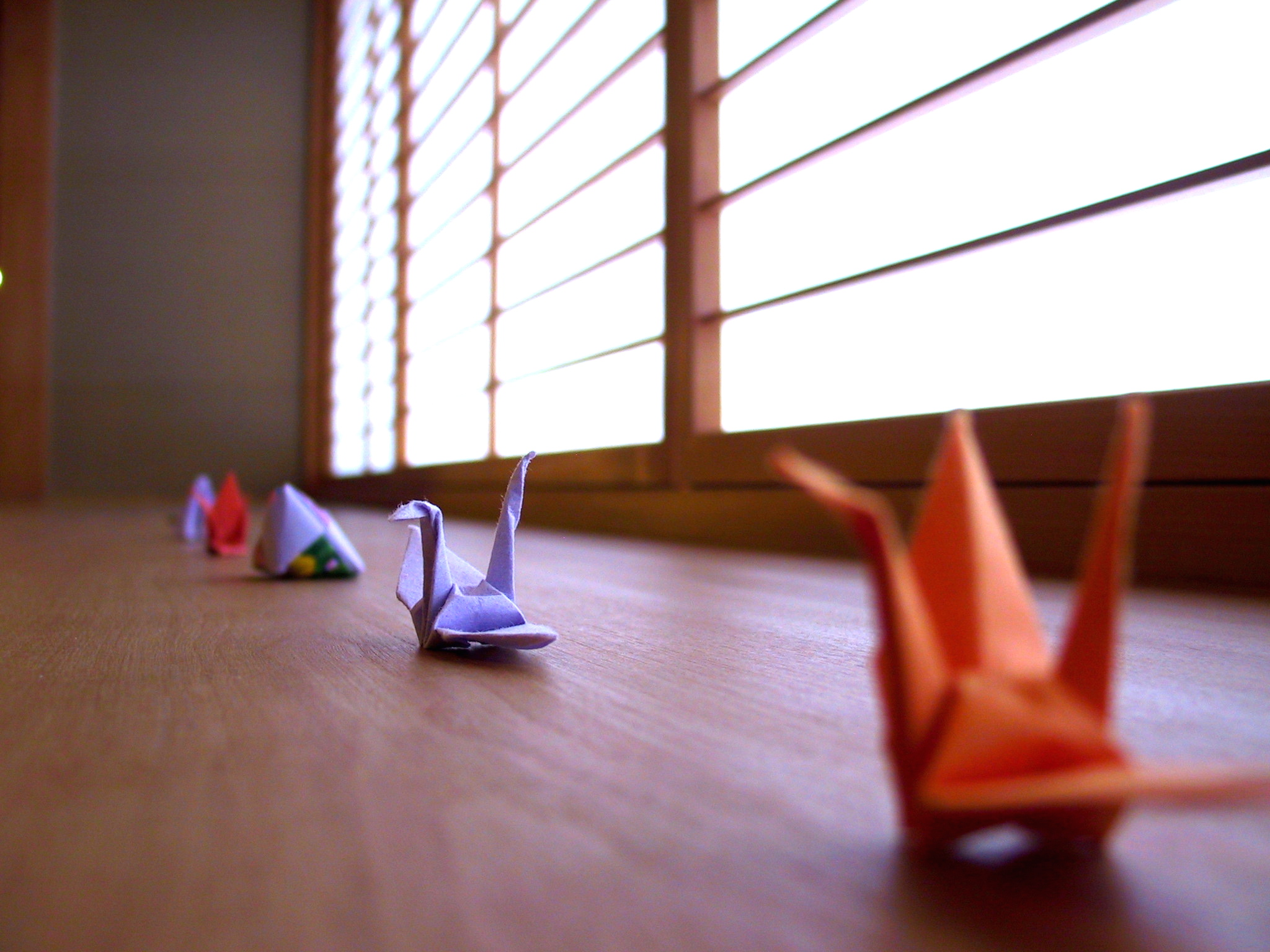
Grues en papier

Un des origamis les plus populaires est la grue en papier. La grue est un animal important pour le Japon, une légende dit : « Quiconque plie mille grues de papier verra son vœu exaucé. » La grue d'origami est devenue un symbole de paix en raison de cette légende, et est associée également à une jeune fille japonaise, Sadako Sasaki. Sadako fut exposée, enfant, au rayonnement du bombardement atomique d'Hiroshima. Elle devint alors hibakusha, une survivante de la bombe atomique. Ayant entendu la légende, elle décida de plier mille grues pour guérir. Elle mourut de leucémie en 1955, à l’âge de douze ans, après avoir plié 644 grues. Ses compagnons de classe plièrent le nombre restant et elle fut enterrée avec la guirlande de mille grues. Une statue en granit représentant Sadako fut érigée dans le parc de la paix d’Hiroshima : une jeune fille se tenant les mains ouvertes, un vol de grues de papier au bout des doigts. Chaque année, la statue est ornée de milliers de guirlandes de mille grues (Sembatsuru).

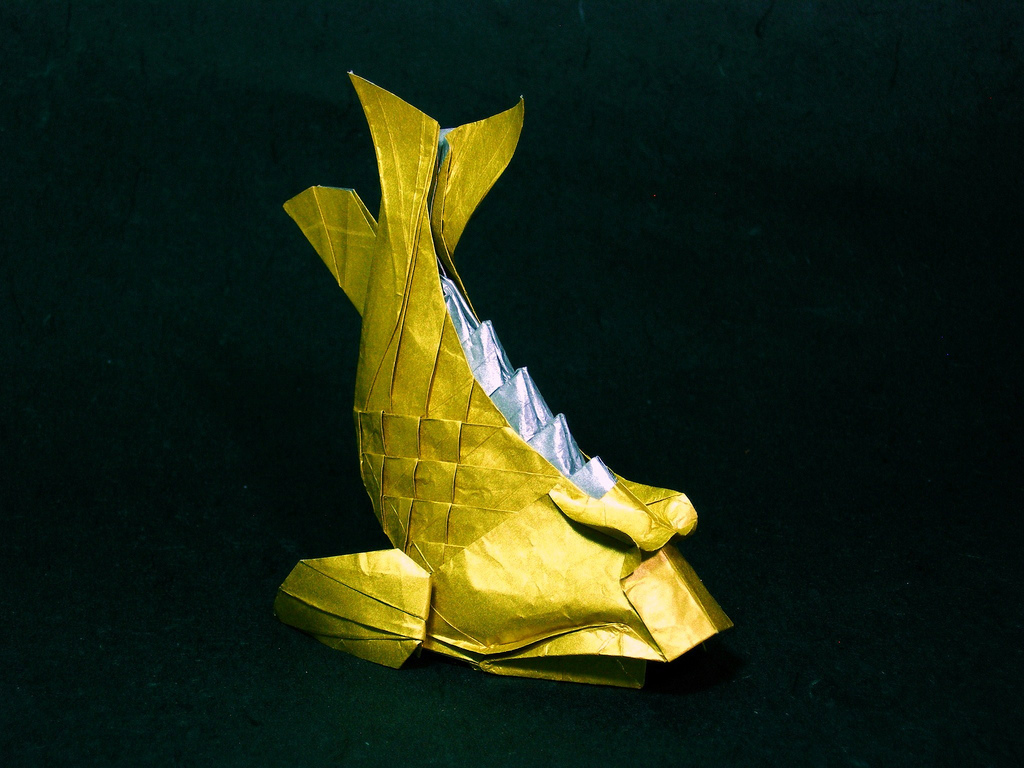
Représentation d'un des kinshachi ou shachihoko (ornement de toit en forme d'animal imaginaire sur le château de Nagoya).

## Instructions de base

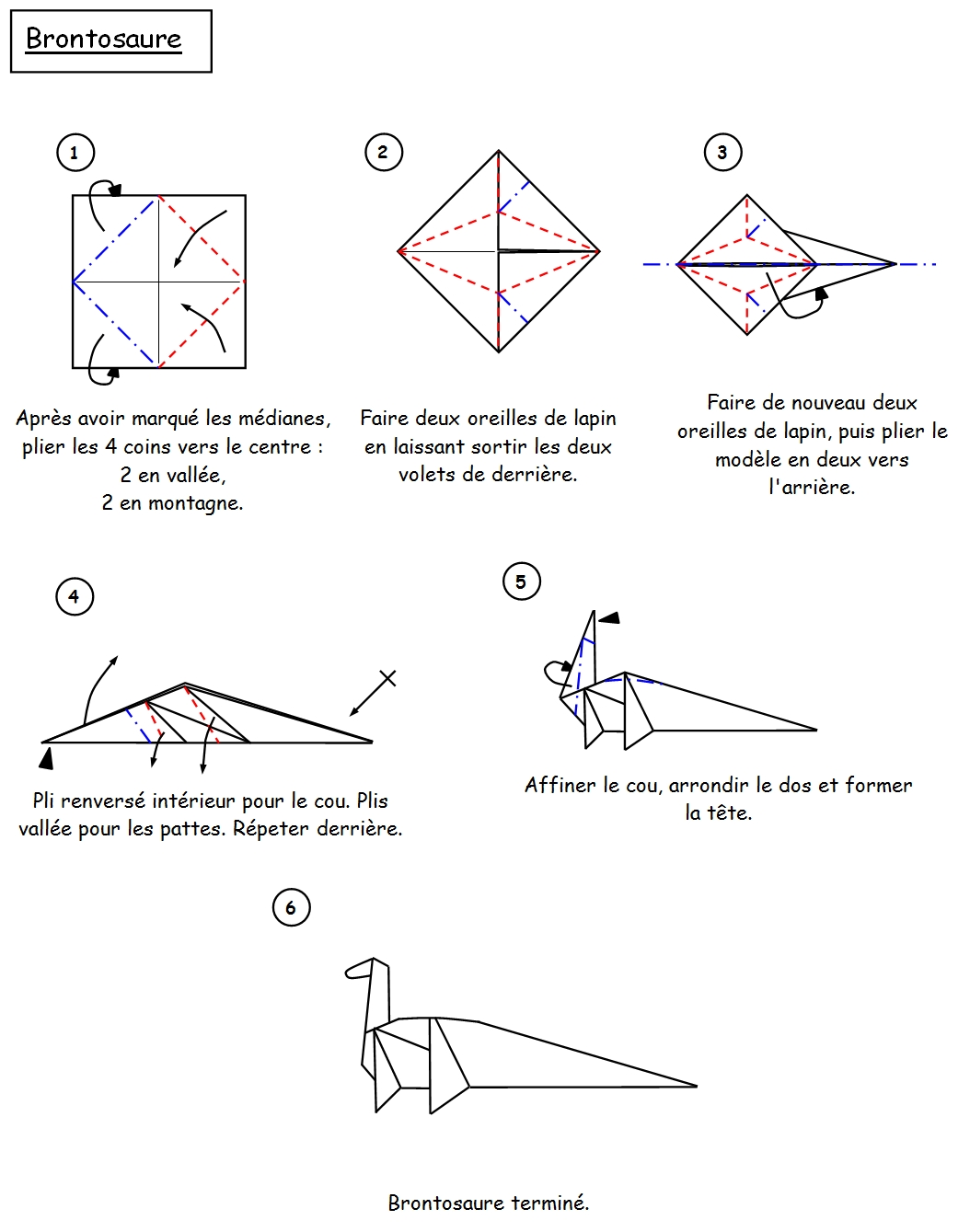
Diagramme d'un brontosaure

La feuille d'origami est en général de forme carrée (mais ce n'est pas toujours le cas). Les différentes formes sont obtenues par pliages successifs, et il ne faut en principe pas découper la feuille.
Les modèles d'origami commençant souvent par une même succession de plis, il arrive fréquemment qu'il faille partir d'une « base » (voir Bases classiques de l'origami). Il faut ensuite suivre la suite du diagramme, schéma détaillant par une succession de figures chacun des plis (voir Plis de base en origami) à exécuter pour parvenir au modèle final.
À partir de ces plis élémentaires, vallée ou montagne, un « solfège » de pliage répertorie les figures dites de base (base de l'oiseau, base de la bombe à eau, etc.). L'origami peut prendre des formes aussi simples qu'un chapeau ou qu'un avion en papier, ou aussi complexes qu'une représentation de la Tour Eiffel, une gazelle ou un stégosaure, qui demandent plus d'une heure et demie de travail.

Canevas de pli.

L'élaboration d'un diagramme étant longue et laborieuse, il existe une autre méthode pour la description du pliage d'un modèle :
Le canevas de pli (en), aussi appelé carte de plis ou crease pattern (CP). Il consiste à représenter le carré de départ, ainsi que l'ensemble des plis servant à constituer la base départ du modèle. Il est destiné aux plieurs aguerris, qui devront ensuite faire preuve d'imagination et de créativité pour finaliser le modèle.
Parfois, les figures les plus difficiles sont réalisées à l'aide de papier métallisé appelé « papier sandwich » plutôt que de papier ordinaire, car cela permet de faire plus de plis avant que le support ne soit trop abîmé pour être plié une nouvelle fois. Une autre technique, celle du papier mouillé, permet de créer des reliefs et des courbes intéressantes (voir Techniques d'origami).
L'origami peut représenter un animal, une plante ou un objet mais peut aussi représenter des formes géométriques simples ou complexes : ce sont les origamis dits « modulaires » ou les rings. Ils sont généralement composés du même pliage de base, appelé « module », plié en plusieurs exemplaires et qu'on imbrique les uns dans les autres pour donner la forme finale (voir Origami modulaire).

## Les mathématiques et autres applications de l'origami

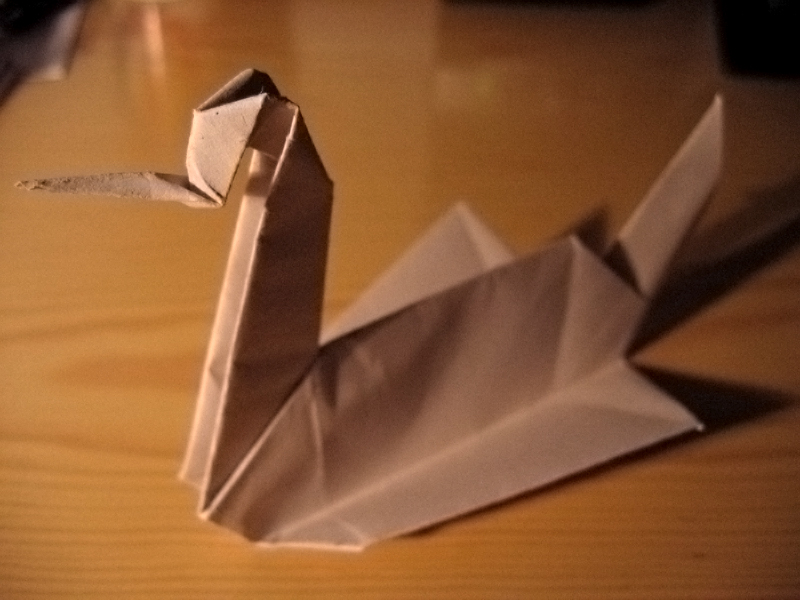
Grue en origami — marque de fabrique de Michael Scofield

L'origami est un sujet d’étude pour les enseignants de mathématiques, en particulier dans le domaine de la géométrie. L’origami permet la trisection de l'angle, alors qu'elle est impossible à la règle et au compas. Divers exercices de géométrie peuvent être issus de la pratique de l'origami.
C'est aussi un objet d'étude des mathématiciens : la rigidité est une discipline des mathématiques, liée à la géométrie différentielle. Elle a des applications techniques : déploiement de panneaux solaires photovoltaïques embarqués à bord de satellites, déploiement de micro-sondes injectées dans le corps humain, pliage des coussins gonflables de sécurité, etc..
Un petit origami-robot capable de marcher, nager et porter ou pousser de petites charges (en mobilisant l'effet Peltier), pouvant être contrôlé par un champ magnétique, a été mis au point par le Massachusetts Institute of Technology et l'Université de Munich, présenté au public en 2015. Hormis un petit aimant, les composants de ce microrobot sont solubles dans un solvant (eau ou acétone, selon le modèle) et recyclable,. Ses inventeurs pensent qu'un robot de ce type, plus miniaturisé, pourrait un jour être utilisé à l'intérieur du corps humain.

### Vidéographie
- « From Paper to Bionics: Origami's Incredible Impact on Science » (consulté le 14 mai 2024)